# انتزاع‌گرایی تغزلی

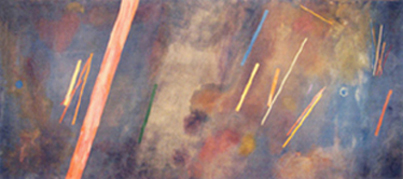
رانی لندفیل.

انتزاع‌گرایی تَغَزُلی شیوه‌ای از نقاشی وابسته به هیجان‌نمایی انتزاعی در دو دههٔ ۱۹۶۰ و ۱۹۷۰ است. به این شیوه «انتزاع‌گرایی غِنایی» هم گقته شده‌است.
از ویژگی‌های این مکتب شور شاعرانه و بهره‌گیری از رنگ‌های تابناک است.
انتزاع‌گرایی تغزلی نه تنها با جنبش‌های حجم‌گرایی (کوبیسم) و فراواقع‌گرایی (سوررئالیسم) که قدیمی‌تر از آن بودند در تقابل بود بلکه با انتزاع‌گرایی هندسی نیز تقابل داشد.
البته اصطلاح انتزاع‌گرایی تغزلی در برخی متون معنایی تقریباً مبهم دارد و در نوشته‌های مختلف با مفاهیم متفاوتی به کار رفته‌است ولی به‌طور کل به جنبه‌های عمدتاً شهودی (در مقابل هندسی) فرم‌های نقاشی انتزاعی به ویژه آثار مربوط به هیجان‌نمایی (اکسپرسیونیسم) انتزاعی و هواخواهان آن گفته می‌شود. از این اصطلاح غالباً برای توصیف کاربرد آزادانه و افراطی و پرتجمل رنگ استفاده می‌شود.